# Бабунски, Бобан
Бобан Бабунски (5 мая 1968 года, Скопье) — югославский и северомакедонский футболист, защитник, тренер.

## Клубная карьера
Дебютировал в 1986 в «Вардаре», за который провел 7 сезонов, приняв участие в 141 матче чемпионата.
После распада Югославии, в 1992 году перешёл в ЦСКА (София), где иград на протяжении 2 сезонов.
В 1994—1996 защищал цвета испанской «Лериды», выступавшей в Сегунде.
В 1996 году подписал контракт с японским клубом «Гамба Осака», в составе которого провел 2 года, после чнго перешёл в греческий АЕК, где тоже надолго не задержался. В 1999 году вернулся в Испанию, в «Логроньес», который покинул в конце сезона после вылета из Сегунды. Следующие полгода провел в немецком «Кемницере». Завершил игровую карьеру на родине, в «Работничках», за которые выступал в первой половине 2001 года.

## Карьера в сборной
Выступал за молодёжную сборную Югославии, в составе которой был участником молодёжного чемпионата Европы 1990 года, на котором выиграл серебряные медали.
4 сентября 1991 года дебютировал в составе сборной Югославии в товарищеской игре против Швеции.
После распада Югославии стал выступать за сборную Македонии по футболу, в составе которой дебютировал 13 октября 1993 года в первом официальном матче сборной Македонии против сборной Словении. Провел за национальную команду 23 игры, забил 1 мяч.

## Тренерская карьера
Начал карьеру тренера в 2002 году, войдя в тренерский штаб сборной Македонии. С 23 сентября 2005 по 17 февраля 2006 после отставки Николы Илиевского возглавлял национальную команду. В 2008 году возглавил «Работнички», с которыми в первый же сезон выиграл Кубок Македонии, после чего возглавил молодёжную сборную Македонии. С 2011 года входил в тренерский штаб сборной Македонии.

## Личная жизнь
У Бобана есть два сына-футболиста. Старший сын, Давид, выступает за «Барселону Б», а младший, Дориан, за юношескую команду мадридского «Реала».